# Port lotniczy Monrovia-Spriggs Payne
Port lotniczy Monrovia-Spriggs Payne (ang. Spriggs Payne International Airport) (IATA: MLW, ICAO: GLMR) – drugi co do wielkości liberyjski port lotniczy położony w Monrovii.